# Consiglio europeo della ricerca

Bandiera dell'Unione europea

Il Consiglio europeo della ricerca (ERC) (in inglese European Research Council) è una struttura pubblica per il finanziamento della ricerca scientifica e tecnologica condotta all'interno dell'Unione europea. Istituito dalla Commissione europea nel 2007, è composto da un consiglio scientifico indipendente, il suo organo direttivo, composto da illustri ricercatori e un'agenzia esecutiva, incaricata dell'attuazione.
Il Consiglio europeo della ricerca è simile alla National Science Foundation negli Stati Uniti e dirige l'Agenzia esecutiva del Consiglio europeo della ricerca (ERCEA) con sede a Bruxelles (Belgio).
Il Consiglio europeo della ricerca è una struttura indipendente per il finanziamento in Europa della ricerca di frontiera in tutte le discipline, dalle scienze matematiche, fisiche e naturali all'ingegneria alle discipline umanistiche. È stato formalmente costituito nel 2 febbraio 2007 all'interno di Orizzonte 2020, programma del Settimo programma quadro (FP7), che è succeduto al Sesto programma quadro (FP6) nel 2007. 
Creato per fornire una nuova competitiva filosofia di finanziamento, basata sull'eccellenza come solo criterio di successo, l'ERC mira a creare nuovi standard per la ricerca in un continente di 500 milioni di persone in 39 paesi con un'economia collettiva di 15 trilioni di euro. L'ERC è un'istituzione inclusiva che mira all'eccellenza indipendentemente dalla nazionalità, genere o paese.

## Grant offerti
Il Consiglio offre tre tipi di grant:
Starting Grants (StG) e Consolidator Grants (CoG), che sostengono leader di ricerca indipendenti di qualsiasi nazionalità con i seguenti requisiti:
- da 2 a 7 anni (per gli StG) e da 7 a 12 anni (per i CoG) dall'ottenimento del titolo di dottorato,
- eccellente percorso di ricerca,
- una proposta di ricerca altamente innovativa,
- un'organizzazione ospite in Europa,
- fino a 2 milioni di euro (per gli StG) o 2.75 milioni di euro (per i CoG) per grant fino a 5 anni.

Advanced Grants (AdG), che sostengono ricercatori in stato avanzato della loro carriera di qualsiasi nazionalità con i seguenti requisiti:
- un eccellente profilo di leadership scientifica,
- un eccellente percorso di ricerca scientifica,
- una proposta di ricerca altamente innovativa,
- un'organizzazione ospite in Europa,
- fino a 3,5 milioni di euro per grant fino a 5 anni.

## Tasso di successo
| Tipo di Grant | Domande | Grant | Tasso di Successo | Riferimento                                         |
| ------------- | ------- | ----- | ----------------- | --------------------------------------------------- |
| StG-07        | 9167    | 299   | 3.4%              | Archiviato il 19 dicembre 2016 in Internet Archive. |
| StG-09        | 2503    | 245   | 10.2%             | Archiviato il 19 dicembre 2016 in Internet Archive. |
| StG-10        | 2873    | 436   | 15.8%             | Archiviato il 19 dicembre 2016 in Internet Archive. |
| StG-11        | 4080    | 486   | 12.1%             | Archiviato il 19 dicembre 2016 in Internet Archive. |
| StG-12        | 4741    | 566   | 12.2%             | Archiviato il 19 dicembre 2016 in Internet Archive. |
| StG-13        | 3329    | 300   | 9.2%              | Archiviato il 19 dicembre 2016 in Internet Archive. |
| StG-14        | 3273    | 375   | 11.7%             | Archiviato il 19 dicembre 2016 in Internet Archive. |
| StG-15        | 2920    | 349   | 12.2%             | Archiviato il 19 dicembre 2016 in Internet Archive. |
| StG-16        | 2935    | 325   | 11.3%             | Archiviato il 19 dicembre 2016 in Internet Archive. |
| CoG-13        | 3673    | 313   | 8.7%              | Archiviato il 19 dicembre 2016 in Internet Archive. |
| CoG-14        | 2258    | 372   | 15.0%             | Archiviato il 19 dicembre 2016 in Internet Archive. |
| CoG-15        | 2051    | 302   | 14.9%             | Archiviato il 19 dicembre 2016 in Internet Archive. |
| CoG-16        | 2274    | 314   | 13.8%             | (PDF)                                               |
| AdG-08        | 2167    | 275   | 12.6%             | (PDF)                                               |